# بلومفیلد شمالی (کالیفرنیا)
بلومفیلد شمالی (به انگلیسی: North Bloomfield) یک منطقهٔ مسکونی در ایالات متحده آمریکا است که در شهرستان نوادا، کالیفرنیا واقع شده‌است. بلومفیلد شمالی ۱٬۰۰۱٫۸۹ متر بالاتر از سطح دریا واقع شده‌است.